# Cesare Pettorelli Lalatta Finzi
Cesare Pettorelli Lalatta Finzi (Milano, 6 giugno 1884 – Roma, 29 marzo 1969) è stato un generale e agente segreto italiano, il suo nome è legato all'operazione bellica conosciuta come "Sorpresa di Carzano" o meglio "Sogno di Carzano" che, forse, avrebbe potuto cambiare il corso della prima guerra mondiale.

## Biografia
Nacque a Milano il 6 giugno 1884,  figlio di un'italiana di religione ebraica, e fu riconosciuto al momento della sua nascita solo dalla madre, Agnese Finzi, e, successivamente, dal padre, il conte Napoleone Pettorelli Lalatta, di religione cattolica.
Entrato nel Regio Esercito come soldato volontario nel 1899, due anni dopo ottenne la nomina a sottotenente assegnato al 78º Reggimento di fanteria. Promosso tenente partecipò alla guerra di Libia dal novembre 1911 all'ottobre 1912. Ricoprì successivamente l’incarico di Addetto militare presso l'Ambasciata italiana di Berlino, perfezionando così la sua conoscenza del tedesco e dell'ungherese oltre a quella del francese, lingua internazionale dell'epoca.
Nel gennaio 1914 fu promosso capitano, assegnato al 79º Reggimento fanteria della Brigata Roma. Dopo l’entrata in guerra dell’Italia, il 24 maggio 1915, fu promosso maggiore il 31 ottobre dello stesso anno. Durante i primi mesi di guerra si occupò degli interrogatori dei prigionieri di guerra, dell’arruolamento di informatori tra i disertori nemici, e di interpreti per gli interrogatori, in particolare tra i prigionieri di origine cecoslovacca.
Inoltre infiltrò uomini di sua fiducia tra i prigionieri di guerra rinchiusi nelle fortezze di San Procolo e di San Felice a Verona, ascoltando le loro conversazioni anche con l'utilizzo di microfoni appositamente posizionati,  e diede vita ad azioni di raccolta informazioni dietro le linee austro-ungariche.
Il 15 maggio 1916 assunse l’incarico di vice capo del Servizio Informazioni (ITO) della 1ª Armata, al cui comando era arrivato da pochi giorni il tenente generale Guglielmo Pecori Giraldi, e di comandante del Servizio Informatori. L’autonomia di cui egli godeva all'interno della 1ª Armata lo portò a duri contrasti con il maggiore Ugo Cavallero del Comando Supremo di Udine.
Le sue attività portarono alla scoperta, nel marzo 1916, della presenza di truppe tedesche sul fronte italiano, in vista della grande offensiva che fu lanciata dal generale Conrad nel maggio successivo. Tali informazioni non furono prese nella dovuta considerazione dal generale Cadorna.
Nel gennaio 1917 venne promosso al grado di maggiore e il 1º marzo 1918 fu nominato capo del Servizio Informazioni della 3ª Armata, e successivamente Capo del servizio Politico Militare presso il Regio Governatorato della Venezia Giulia. Il 1º dicembre 1918 fu promosso tenente colonnello e destinato al Ministero degli Esteri, Gabinetto del sottosegretariato di Stato per incarichi politico-diplomatici alle Terre Redente. Seguì da vicino la vicenda della spedizione fiumana di Gabriele D'Annunzio, e poi ha i primi contatti con il movimento nazionalista croato di Ante Pavelić. Per la sua attività durante la Grande Guerra viene decorato di Medaglia d'argento al valor militare ed ottiene la Croce di Cavaliere dell'Ordine militare di Savoia. 
Il 7 dicembre 1919, su sua domanda, viene collocato in aspettativa per riduzione di quadri ed è richiamato in servizio l'11 giugno 1922 e destinato al 151º reggimento fanteria. Contestualmente a tale provvedimento il cognome Finzi viene sostituito da Pettorelli Lalatta e tutti i decreti riguardante la sua carriera sono rettificati in questo senso.
Nel 1926 diede alle stampe un volume di memorie intitolato Il sogno di Carzano, che però venne posto sotto sequestro dal regime fascista e le copie già stampate furono distrutte.
Terminò la sua carriera militare con il grado di generale della riserva, e si spense a Roma il 29 marzo 1969. La salma fu successivamente sepolta nel cimitero di Carzano.

### I fatti di Carzano
Nel 1917, fra luglio e settembre, Cesare Finzi fu protagonista di un episodio che avrebbe potuto cambiare l'esito della prima guerra mondiale: il "Sogno di Carzano”.
Nel luglio 1917 un ufficiale sloveno dell'esercito austriaco, il tenente Ljudevit Pivko,  si presentò nelle linee italiane nei pressi di Carzano, in Valsugana, per mettersi a disposizione degli italiani. Propose un'azione che, vista la debolezza delle forze austriache nel settore, avrebbe potuto portare le truppe italiane fino a Trento. Interlocutore dell'ufficiale austriaco fu il maggiore Cesare Finzi, conoscitore della lingua tedesca; i due svilupparono un dettagliato ed ardito piano d'attacco che il generale Luigi Cadorna approvò. 
L'azione che iniziò nella notte del 17 settembre fallì perché i generali cui era stato affidato il comando, Donato Etna e Attilio Zincone, non si dimostrarono all'altezza. Le forze italiane non riuscirono quindi a sfondare le linee austriache, presidiate da poche centinaia di uomini. 
Gli errori di comando fecero fallire un'operazione che avrebbe potuto procurare una vittoria e avrebbe potuto rendere impossibile la successiva offensiva austro-tedesca che portò alla disfatta italiana della battaglia di Caporetto.

## Pubblicazioni
- Il sogno di Carzano, Cappelli, Bologna, 1926[N 6]
- ITO, Informazioni Truppe Operanti - note di un capo del servizio informazioni (1915-1918), Agnelli, Milano, 1934.

### Annotazioni
1. ↑  Figlia a sua volta del grande patriota ebreo risorgimentale Giuseppe Finzi, deputato e senatore del Regno, che collaborò prima con Mazzini e poi con Garibaldi in occasione della spedizione dei Mille.
2. ↑  Il servizio informazioni della 1ª Armata era diretto da Tullio Marchetti, e oltre a Finzi vi appartenevano i tenenti Mario Scotoni e Antonio Meli Lupi di Soragna, Arturo Castelli, e Silvio a Prato.
3. ↑  Si precisò addirittura il numero dei reggimenti e dei pezzi d’artiglieria che verranno impiegati nell’offensiva.
4. ↑  Ufficiale di complemento di origine slovena dell'Imperiale e regio esercito austro-ungarico, 37 anni, sposato, padre di 4 figli, professore di diritto e di filosofia a Maribor.
5. ↑  Il generale Zincone era comandante della Brigata "Campania"
6. ↑  Il libro venne posto sotto sequestro dal regime fascista e le copie già stampate vennero distrutte. Dopo la fine della seconda guerra mondiale fu ripubblicato sotto il titolo L'occasione perduta - Carzano 1917, Ugo Mursia Editore, Milano, 1967.

### Fonti
1. 1 2 3  Vento 2010, p. 394.
2. ↑  Giuseppe Speciale, Giudici e razza nell'Italia fascista, Torino, Giappichelli Editore, 2007.
3. 1 2 3 4  Vento 2010, p. 129.
4. 1 2 3  Vento 2010, p. 130.
5. 1 2 3 4  Vento 2010, p. 395.
6. 1 2  Pierluigi Briganti, Il contributo degli ebrei italiani alla Grande Guerra 1915-1918, Zamorani Editore, Torino, 2009.
7. 1 2 3 4 5  Galetti 2008, p. 13.
8. ↑  Bollettino Ufficiale 1917, disp. 89, pag. 7287.